# Sílvio Curvo
Sílvio Curvo (Cuiabá, 21 de abril de 1905 – Cuiabá, 18 de janeiro de 1994) foi um médico e político brasileiro.
Filho de Bento Antônio Curvo e de Antônia Ferreira Curvo.
Foi eleito senador pelo Mato Grosso em 1950 pela União Democrática Nacional (UDN). Assumiu o mandato em fevereiro de 1951, ocupando sua cadeira no senado até janeiro de 1959.